# Suszka (województwo dolnośląskie)

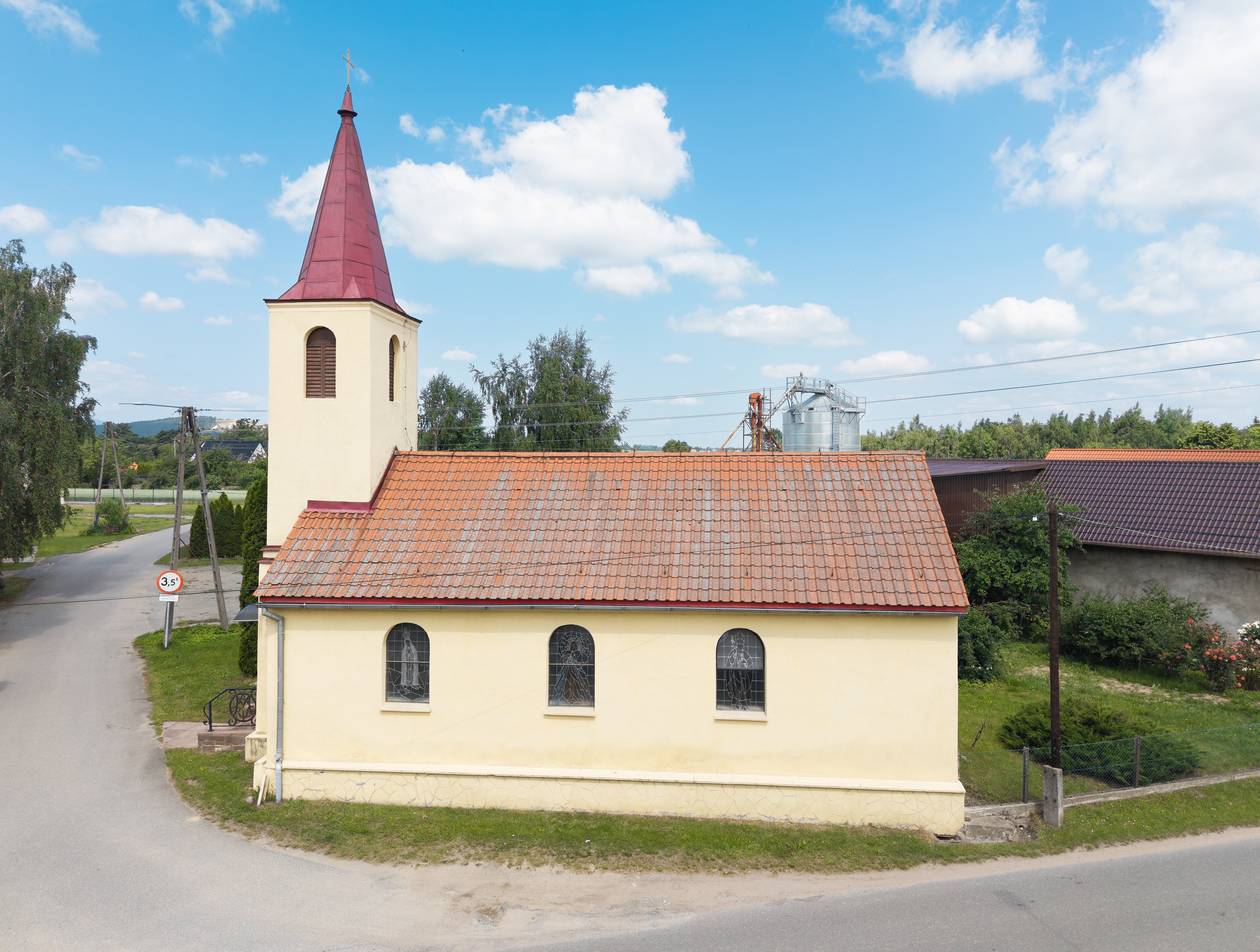
Kościól Matki Bożej Bolesnej w Suszce

Suszka (niem. Dürr-Hartha) – wieś w Polsce położona w województwie dolnośląskim, w powiecie ząbkowickim, w gminie Kamieniec Ząbkowicki.

## Podział administracyjny
W latach 1975–1998 miejscowość położona była w województwie wałbrzyskim.

## Demografia
Według Narodowego Spisu Powszechnego (III 2011 r.) liczyła 76 mieszkańców i była najmniejszą miejscowością gminy Kamieniec Ząbkowicki.

## Nazwa
Do roku 1945 wieś nosiła nazwę Dürr-Hartha, następnie Suchy Bór i ostatecznie Suszka.

## XX wiek
We wsi znajdowała się bogata karczma, po wojnie nieczynna, a po 1997 roku wraz z przyległymi zabudowaniami wyburzona, w celu przygotowania terenu pod zbiornik retencyjny Kamieniec. Do 1945 roku zamieszkiwana przez ludność niemiecką, w roku 1945 przybyli tu osadnicy z Lubelszczyzny, podobnie jak do pobliskich Pilc. Byli to głównie mieszkańcy okolic Biłgoraja, Niska, Zamościa, Stalowej Woli. Przybysze ci, jak i ich potomkowie, mieszkają tu do dziś.

## Obiekty zabytkowe
Najcenniejszym zabytkiem wsi jest kościół filialny pod wezwaniem Matki Bożej Bolesnej. Kościół ufundowany został w 1687 roku, a przebudowany w 1837 roku przez dziedzicznego gospodarza karczmy, Josepha Sandera. Kościół był po wojnie nieczynny, a wyposażenie zostało wybrakowane. Uruchomiono go w celach liturgicznych w latach 70. XX wieku. Remonty wykonywane były w latach 70. i 90. tego wieku, a także w roku 2011 i 2014. Część obecnego wyposażenia została przeniesiona z pobliskiego kościoła MB Pocieszycielki w Pilcach, po jego likwidacji w grudniu 1999 roku. W prezbiterium centralne miejsce zajmuje krzyż z Chrystusem, a po jego prawej stronie obraz patronki kościoła – Matki Bożej Bolesnej. Do cenniejszego wyposażenia należy także fisharmonia wykonana przez firmę Schiedmayer Pianofortefabrik Stuttgart. Wieś przynależy do parafii Wniebowzięcia Najświętszej Maryi Panny w Kamieńcu Ząbkowickim (do 2003 roku należała do parafii Ożary).

## Krótki opis
W roku 2013 we wsi miało miejsce uroczyste otwarcie i poświęcenie nowo wybudowanej świetlicy wiejskiej. We wsi znajduje się też przystanek kolejowy na linii Wrocław-Międzylesie, a także zabytkowy wiadukt kolejowy. Przy drodze do Kamieńca Ząbkowickiego położona jest barokowa kapliczka słupowa. W Suszce, jak i w sąsiednich Pilcach wydobywano żwir, istniała żwirownia Wrocławskich Zakładów Eksploatacji Kruszywa Zakład Pilce-Suszka, później przeniesiona do Pilc. We wsi istniała też drużyna piłkarska Kruszywo Suszka. Suszka leży na trasie Kamieniec Ząbkowicki-Bardo, jej sąsiednie wsie to Przyłęk, Pawłowice i Kamieniec Ząbkowicki. Jest najmniejszą wsią gminy. W roku 2016 wieś obchodziła 700-lecie swego istnienia, 18 września 2016 roku zorganizowano uroczystość związaną z tą rocznicą i odsłonięto pamiątkową tablicę umieszczoną na kościele filialnym.